# Sminthopsis macroura
Sminthopsis macroura is een roofbuideldier uit het geslacht van de smalvoetbuidelmuizen. De wetenschappelijke naam van de soort werd voor het eerst geldig gepubliceerd door John Gould in 1845.

## Kenmerken
S. macroura is van boven grijsbruin, met een donkere streep over de bovenkant van de kop, en van onderen wit. De relatief lange staart is vaak opgezwollen. De kop-romplengte bedraagt 75 tot 98 mm, de staartlengte 80 tot 100 mm, de achtervoetlengte 17 tot 18 mm en het gewicht 15 tot 25 g.

## Leefwijze
Deze Sminthopsis is 's nachts actief, leeft op de grond en eet ongewervelden (vaak termieten). Deze soort zoekt in groepen beschutting in een nest van gras onder een omgevallen boom of een rots.

## Voortplanting
Van juli tot februari wordt er gepaard. Na een draagtijd van 11 dagen, mogelijk de kortste van alle zoogdieren, worden 6 tot 8 jongen geboren, die 40 dagen in de buidel blijven en na zo'n 70 dagen gespeend worden.

## Verspreiding
Deze soort komt voor in de droge binnenlanden van Australië. Deze soort komt voornamelijk voor in zandige gras- en struiklandschappen. Waarschijnlijk bestaan er meerdere soorten binnen de huidige definitie van S. macroura.
Sminthopsis aitkeni · Sminthopsis archeri · Sminthopsis bindi · Sminthopsis boullangerensis · Sminthopsis butleri · Dikstaartsmalvoetbuidelmuis (Sminthopsis crassicaudata) · Sminthopsis dolichura · Sminthopsis douglasi · Sminthopsis froggatti · Sminthopsis fuliginosus · Sminthopsis gilberti · Sminthopsis granulipes · Sminthopsis griseoventer · Sminthopsis hirtipes · Sminthopsis leucopus · Sminthopsis macroura · Gewone smalvoetbuidelmuis (Sminthopsis murina) · Sminthopsis ooldea · Sminthopsis psammophila · Sminthopsis stalkeri · Sminthopsis virginiae · Sminthopsis youngsoni